# Église Saint-Martin d'Auxi-le-Château
L'église Saint-Martin est une église catholique située à Auxi-le-Château, en France.

## Localisation
L'église est située dans le département français du Pas-de-Calais, sur la commune d'Auxi-le-Château.

## Historique
L'église précédente a été détruite en 1493 par la garnison allemande d'Arras, peut-être par haine du seigneur du lieu, le maréchal d'Esquerdes, comme le montrait une inscription sur le portail : « L'an mil quattre cens et quattre vingt trois 1483, le lendemain de Quasimodo, fut la course des Allemans estans en Arras en guarnison et fut bruslé ceste église et une parti de ceste ville d'Auxy. Les habitans furent pillié et environ huictante hommes prisonniers ».
La restauration de l'église a commencé immédiatement car l'arc triomphal porte les armes du maréchal, mort en 1494. La dédicace de l'église est faite en 1503 d'après l'inscription du portail : « Dedication huius ecclesie fuit anno Domini millesimo quincentesimo tertio, in dominica videlicet die septima maii ». À cette date seule la nef est achevée. La construction du chœur est ensuite entreprise. Son maître d'œuvre est Pierre Daniel. Il y travaille encore en 1516-1517. La présence de l'écu de Luxembourg sur les voûtes Les voûtes du chœur peuvent placer leur réalisation entre 1512-1530. Le clocher date de 1577.
Daniel Warnier, maître verrier d'Abbeville, pose la verrière maîtresse du chœur en 1533. François Lardié, maître verrier d'Abbeville, pose deux autre verrières dans le chœur la même année.
L'église a souffert des effets des guerres en 1571 et surtout en 1636. Des traces d'incendie se voient à l'intérieur de l'église. La façade occidentale est reprise en 1697. Les voûtes et les bas-côtés du chœur sont réparés en 1714.
Des réparations de l'église sont faites en 1785, 1792 et 1839. Mais les réparations faites en 1839 ont endommagés la façade sud et les charpentes de la nef. D'autres réparations sont effectuées en 1842, 1871, 1889 et dans les années 1930.

## Protection
L'édifice est classé au titre des monuments historiques le 18 octobre 1910.

## Description
L'église a été construite sur un escarpement dominant la rive droite de l'Authie.

## Orgues
Les orgues de l’église ont été construites à Arras entre 1731 et 1745 par Adrien Carpentier. Elles ont été restaurées en 1862 et 1888.